# Championnat d'Asie et d'Océanie féminin de volley-ball 1991
Navigation
Hong Kong 1989 Shanghai 1993
Le 6e Championnat d'Asie et d'Océanie féminin de volley-ball a lieu du 14 au 21 septembre 1991 à Bangkok (Thaïlande).

## Équipes participantes
| - Australie - Chine - Corée du Nord - Corée du Sud - Philippines - Japon - Inde | - Indonésie - Hong Kong - Nouvelle-Zélande - Sri Lanka - Taipei chinois - Thaïlande - Viêt Nam |

## Classement final
| Place              | Équipe           |
| ------------------ | ---------------- |
| Médaille d'or      | Chine            |
| Médaille d'argent  | Japon            |
| Médaille de bronze | Corée du Sud     |
| 4                  | Corée du Nord    |
| 5                  | Taïwan           |
| 6                  | Australie        |
| 7                  | Thaïlande        |
| 8                  | Viêt Nam         |
| 9                  | Indonésie        |
| 10                 | Nouvelle-Zélande |
| 11                 | Hong Kong        |
| 12                 | Sri Lanka        |
| 13                 | Philippines      |
| 14                 | Inde             |